# Вращающийся дом, 1921, 183
«Вращающийся дом, 1921, 183» — картина немецко-швейцарского художника Пауля Клее, написанная в 1921 году. Картина находится в Музее Тиссена-Борнемиса в Мадриде.

## Описание
В геометрических конструкциях «Вращающегося дома» не поддающийся определению личный стиль Пауля Клее словно пропитался конструктивистским духом школы «Баухаус», где художник преподавал с 1921 года.
В этой работе Клее показывает свое восприятие города, видимого как ряд фасадов, организованных вокруг воображаемой оси, на которой они будто бы вращаются. Доминирующие земляные цвета, напоминающие фактуру строительных материалов, нанесены тонким слоем на марлю, приклеенную к бумаге. Эта нетрадиционная техника, наряду с любовью Клее к экспериментированию, предназначена для имитации не самой природы, а её способов действия[уточнить].